# Хабибуллин, Шаукат Таипович
Шаукат Таипович Хабибуллин (1915 − 1996) — советский и российский астроном.

## Биография
Родился в Ташкенте, в 1939 окончил Казанский университет и аспирантуру в нём. Участник Великой Отечественной войны — участвовал в обороне Москвы, в боях на Курской дуге, форсировании Днепра, освобождении Варшавы, взятии Берлина. С 1948 работал в Казанском университете — ассистент, доцент, с 1958 — профессор, заведующий кафедрой астрономии, в 1960−1963 — декан физического факультета, с 1965 — проректор по науке; в 1949—1958 — заведующий астрометрическим отделом обсерватории имени В. П. Энгельгардта, в 1959—1987— директор Городской обсерватории университета). Один из организаторов создания Северо-Кавказской астрономической станции Казанского университета, вступившей в строй в 1976.
Заслуженный деятель науки Татарской АССР (1970), заслуженный деятель науки РСФСР (1975).

## Вклад в науку
Основные труды относятся к теории вращения Луны, селенодезии и звёздной астрономии. В 1949, использовав материал звёздных подсчётов Ф. X. Сирса, исследовал распределение звёздных плотностей в Галактике; предложил метод изучения тёмных туманностей и метод анализа звёздных подсчётов в двух лучах.
В 1949—1953 одним из первых в мире успешно применил фотографические наблюдения для изучения физической либрации Луны. Предложил новый способ определения одного из параметров физической либрации (f) и показал, что значение этого параметра близко к 0,62, а не 0,73, как полагали прежде. Ещё до запуска первого ИСЗ разработал метод определения местоположения на Луне. В 1966 практически одновременно с американским исследователем Д. Экхардтом и независимо от него разработал нелинейную теорию физической либрации Луны. Выполнил ряд исследований по определению лунных координатных систем, изучению геометрической фигуры Луны и её гравитационного поля, анализу движения спутников вокруг центральных тел.